# Ley contra el Fascismo
La Ley contra el Fascismo, Neofascismo y Expresiones Similares, también conocida simplemente como la Ley contra el Fascismo, es un proyecto de ley aprobada en primera discusión el 2 de abril de 2024 por la V Legislatura de la Asamblea Nacional de Venezuela, de mayoría oficialista. El documento contempla como objetivo la preservación de «la convivencia pacífica» y la «democracia» frente al «fascismo», estableciendo la prohibición de la difusión de contenido y manifestaciones que promuevan o hagan apología de expresiones similares, incluyendo en redes sociales, además de la obligación de medios de comunicación de la difusión de «mensajes que promuevan el voto, la convivencia pacífica, la diversidad, tolerancia y el respeto».
La ley concede potestad al Tribunal Supremo de Justicia, al Consejo Nacional Electoral y a los tribunales de cancelar o disolver organizaciones responsabilizadas de estas acciones y establece tanto multas hasta penas de hasta 12 años de cárcel para personas que promuevan o hagan apología a dichas expresiones, o bien que apoyen materialmente a grupos que lo hagan. El instrumento también contempla la inhabilitación política de personas y la revocación de la concesión de medios de comunicación sancionados. Entre otras disposiciones, el documento establece la creación de una «red internacional contra el fascismo» y de una «Alta Comisión contra el Fascismo».
Organizaciones no gubernamentales han criticado la ley por su ambigüedad y por aumentar el control discrecional sobre la libertad de expresión en Venezuela. La ley expone a las personas y las organizaciones a la vigilancia y el control policial cuando no están de acuerdo con los lineamientos del gobierno venezolano contrario a lo que es la libertad de pensamiento dentro de una democracia. 

## Definición de «fascismo»
La definición de fascismo ha tenido debate. Según el filósofo y semiólogo italiano Umberto Eco, este suele englobar 14 características:
1. El culto a la tradición, caracterizado por el sincretismo cultural, aun a riesgo de contradicción interna. Cuando toda la verdad ya ha sido revelada por la tradición, no pueden producirse nuevos aprendizajes, sólo nuevas interpretaciones y refinamientos.
2. El rechazo del modernismo, que considera el desarrollo racionalista de la cultura occidental desde la Ilustración como un descenso a la depravación. Eco distingue esto de un rechazo del avance tecnológico superficial, ya que muchos regímenes fascistas citan su potencia industrial como prueba de la vitalidad de su sistema.
3. El culto a la acción por la acción, que dicta que la acción tiene valor en sí misma y debe emprenderse sin reflexión intelectual. Esto, dice Eco, está relacionado con el antiintelectualismo y el irracionalismo, y a menudo se manifiesta en ataques a la cultura y la ciencia modernas.
4. El desacuerdo es traición; el fascismo devalúa el discurso intelectual y el razonamiento crítico como barreras para la acción, así como por miedo a que dicho análisis exponga las contradicciones encarnadas en una fe sincretista.
5. Miedo a la diferencia, que el fascismo trata de explotar y exacerbar, a menudo en forma de racismo o de un llamamiento contra los extranjeros y los inmigrantes.
6. Apelación a una clase media frustrada, temiendo aspiraciones políticas de la clase obrera.
7. Obsesión por un complot y exageración de una amenaza enemiga. Esto suele combinar una apelación a la xenofobia con el miedo a la deslealtad y al sabotaje de los grupos marginados que viven en la sociedad.
8. Las sociedades fascistas presentan retóricamente a sus enemigos como «al mismo tiempo demasiado fuertes y demasiado débiles». Por un lado, los fascistas resaltan el poder de ciertas élites desfavorecidas para fomentar en sus seguidores un sentimiento de agravio y humillación. Por otro lado, los líderes fascistas señalan la decadencia de esas élites como prueba de su debilidad final frente a una voluntad popular abrumadora.
9. El pacifismo es traficar con el enemigo porque «la vida es una guerra permanente»: siempre tiene que haber un enemigo al que combatir. Este principio conduce a una contradicción fundamental dentro del fascismo: la incompatibilidad del triunfo final con la guerra perpetua.
10. El desprecio por los débiles, que está incómodamente casado con un elitismo popular chovinista, en el que cada miembro de la sociedad es superior a los de fuera en virtud de su pertenencia al grupo de dentro.
11. Todo el mundo es educado para convertirse en héroe, lo que lleva a abrazar un culto a la muerte.
12. Machismo, que sublima el difícil trabajo de la guerra permanente y el heroísmo en la esfera sexual. Los fascistas mantienen así «tanto el desprecio por las mujeres como la intolerancia y la condena de los hábitos sexuales atípicos, desde la castidad hasta la homosexualidad».
13. Populismo selectivo: el pueblo, concebido monolíticamente, tiene una voluntad común, distinta y superior al punto de vista de cualquier individuo. Como ninguna masa de gente puede ser verdaderamente unánime, el líder se erige en intérprete de la voluntad popular (aunque en realidad sólo él la dicta). Los fascistas utilizan este concepto para deslegitimar las instituciones democráticas a las que acusan de "no representar ya la voz del pueblo".
14. Neolengua: el fascismo emplea y promueve un vocabulario empobrecido para limitar el razonamiento crítico.

## Antecedentes
En los meses previos a las elecciones presidenciales de Venezuela de 2024, el gobierno venezolano ha encarcelado a al menos siete dirigentes del partido Vente Venezuela, de la candidata opositora María Corina Machado. Otros seis dirigentes pidieron asilo político en la embajada de Argentina en Caracas.

## Contenido

### Exposición de motivos
El proyecto de ley incluye 30 artículos repartidos en cuatro capítulos, al igual que dos disposiciones finales donde «quedan derogadas todas las disposiciones contrarias a esta ley». La exposición de motivos reseña que «la historia de los últimos 25 años da cuenta de la existencia de sectores de la sociedad que, recurrentemente, acuden a la violencia como forma de acción política, contrariando abiertamente los postulados constitucionales que, entre otras cosas, protegen el ejercicio democrático de la voluntad popular».
Dicha introducción dice que el ejercicio de la política y el uso de la violencia «ha estado alimentada por un pensamiento profundamente discriminatorio basado en motivos de superioridad racial, de origen étnico, social o nacional», incluyendo al «racismo, el chovinismo, el clasismo, el conservadurismo moral, el neoliberalismo, la misoginia y todo tipo de fobia contra el ser humano y su derecho a la no discriminación» como rasgos comunes de dicho pensamiento.

### Artículos
El primer artículo incluye el objetivo del proyecto de ley: establecer «los medios y mecanismos para preservar la convivencia pacífica, la tranquilidad pública, el ejercicio democrático de la voluntad popular, el reconocimiento de la diversidad, la tolerancia y el respeto recíproco, frente a expresiones de orden fascista, neofascista o de similar naturaleza que puedan surgir en el territorio». El artículo 4 del documento establece la definición de fascismo, describiéndolo como una «postura ideológica o expresión basada en motivos de superioridad racial, de origen étnico, social o nacional, que asume la violencia como método de acción política», y definiendo al neofascismo y «expresiones similares» como «Toda postura ideológica o expresión, independientemente de su denominación, que reproduzca total o parcialmente los fundamentos, principios, propósitos, métodos y rasgos propios del fascismo».
El artículo 9 establece la obligación para todos los medios de comunicación de «difundir mensajes que promuevan el voto, la convivencia pacífica, la diversidad, tolerancia y el respeto». El artículo 11 consiste en la prohibición de difusión o divulgación de propaganda, publicidad y mensajes que:
1. Hagan apología o promuevan la violencia como método de acción política.
2. Favorezcan o reproduzcan la cultura del odio, la intolerancia, la discriminación y la muerte.
3. Denigren de la democracia, sus instituciones y valores republicanos.
4. Promuevan la supresión de los derechos y garantías reconocidos en la Constitución a favor de determinados sectores de la sociedad, por motivos discriminatorios.
5. Exalten o haga apología de los principios, hechos, símbolos y métodos propios del fascismo.

Las redes sociales también están sujetas a este artículo. El artículo 12 del documento extiende la prohibición a «reuniones públicas y manifestaciones convocadas con el objeto de promover o hacer apología del fascismo», «personas jurídicas», «movimientos y organizaciones sociales, así como organizaciones con fines políticos» que promuevan dichas expresiones, y el artículo 14 concede la potestad a tribunales de la disolución de tales organizaciones sociales. Igualmente, los artículos 15 y 16 permiten al Consejo Nacional Electoral y a la Sala Constitucional del Tribunal Supremo de Justicia (respectivamente) la cancelación de dichas organizaciones.
Entre otras disposiciones, el documento también contempla la creación de una «red internacional contra el fascismo» por parte del Poder Ejecutivo y de una «Alta Comisión contra el Fascismo» que tendrá atribuciones «recomendar las políticas, planes y acciones necesarias para proteger a la sociedad venezolana del surgimiento de cualquier expresión de orden fascista», «establecer principios y criterios de coordinación y orientación de la política del Estado», la elaboración de dictámenes e informes sobre la materia; la prevención de «cualquier expresión fascista» por medio de políticas públicas o cualquier otra cuestión asignada por el presidente. El artículo 20 dicta que la composición de la secretaría ejecutiva de la comisión es dependiente del Ejecutivo.

### Sanciones
El proyecto establece sanciones tanto penales como administrativas contra las personas o grupos que «soliciten, invoquen, promuevan o ejecuten acciones violentas» o «hagan apología del fascismo».
Entre las sanciones penales, el artículo 22 establece penas entre 8 y 12 años de cárcel para las personas responsables de su promoción o o que proponga eliminar derechos y garantías constitucionales a favor de un grupo «por motivos discriminatorios», mientras que el artículo 23 establece penas de entre 6 y 8 años de cárcel para su apología. Ambos artículos contemplan la inhabilitación política de la persona, incluyendo la conformación de organizaciones o llamados a manifestaciones o reuniones públicas. El artículo 24 establece como agravante para delitos su ejecución «por motivos fascistas, neofascistas o de similar naturaleza».
Entre las sanciones administrativas, el artículo 27 establece multas «por la cantidad en bolívares equivalente a entre cincuenta mil (50.000) y cien mil (100.000) veces el tipo de cambio de mayor valor publicado por el Banco Central de Venezuela» para las personas que apoyen materialmente o apoyen materialmente a grupos que promuevan o hagan apología del «fascismo». El artículo 28 contempla dicha multa para medios de comunicaciones que «difundan publicidad, propaganda o mensajes sobre fascismo o actos violentos», la igual que la revocatoria de la concesión contra medios radiales o televisivos.

## Historia

### Propuesta

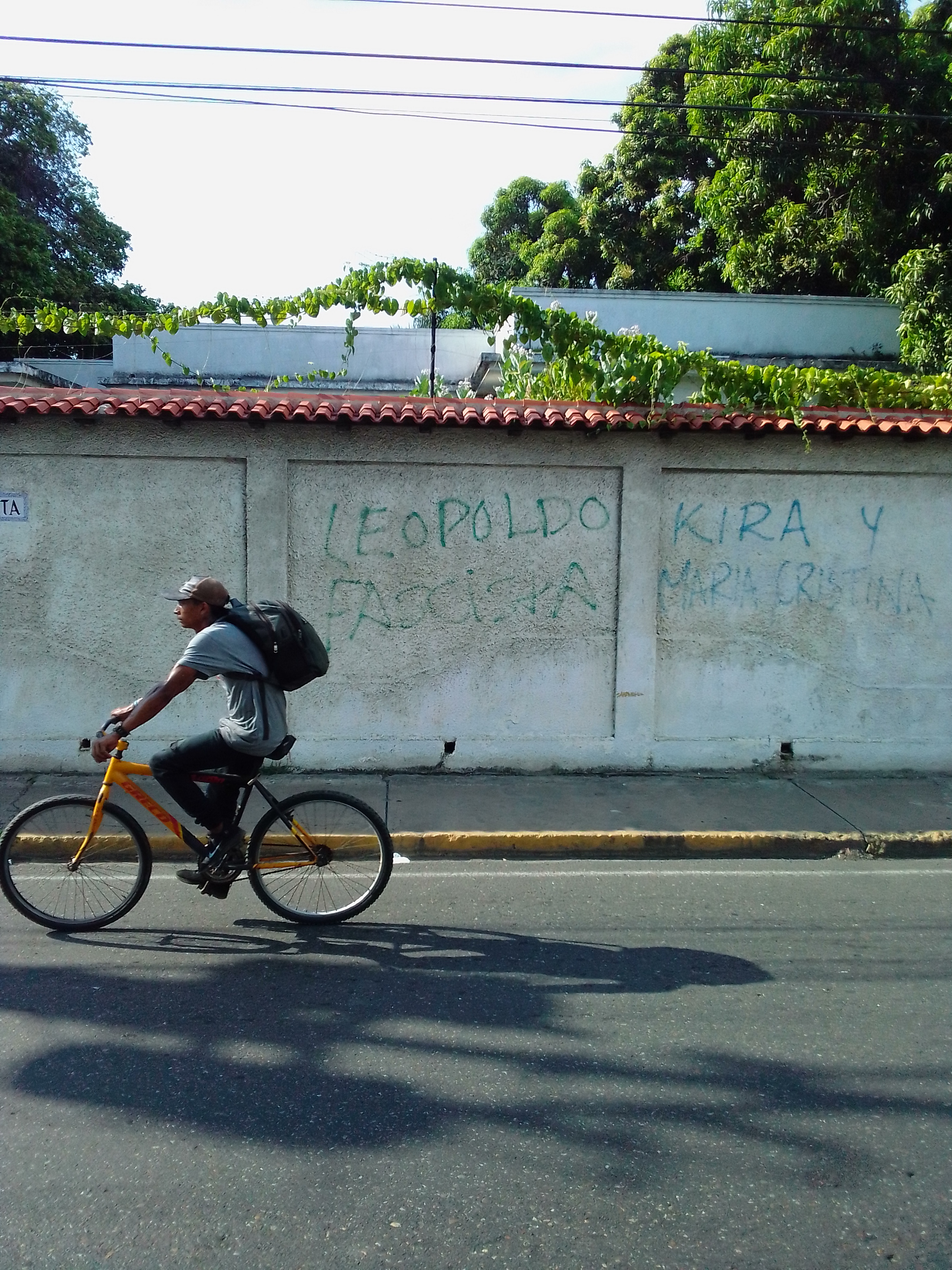
Grafiti donde se tilda al político opositor Leopoldo López de fascista.

El 25 de marzo de 2024, el vicepresidente Delcy Rodríguez anunció la decisión de Nicolás Maduro de la creación de una Alta Comisión contra el Fascismo para que presentara un proyecto de ley ante la Asamblea Nacional. Delcy Rodríguez declaró que los grupos que serían sujetos a la normativa incluiría a:
1. Personas involucradas en las protestas de los años 2014, 2015 y 2017,
2. Sectores y actores vinculados a la Asamblea Nacional de mayoría opositora del año 2015,
3. Sectores y actores vinculados al gobierno de Estados Unidos: “expresiones neofascistas enconadas en centros de poder al servicio del norte global”.

El documento fue introducido en la Asamblea por Delcy el 2 de abril de 2024, propuesto directamente por el Poder Ejecutivo para prohibir «la difusión de mensajes que hagan apología o promuevan la violencia como método de acción política o denigren de la democracia».Rodríguez reafirmó el mismo día: «Detener el fascismo en el mundo es una tarea impostergable por el bien de la humanidad, porque no solo se manifiesta en expresiones de odio, violencia y muerte, sino también en formas de fascismo económico, como el bloqueo criminal impuesto contra Venezuela».Ha comentado que la ley busca complementar la Ley de Partidos Políticos y la Ley contra el Odio.

### Primera discusión
El diputado Diosdado Cabello presentó el proyecto ante la Asamblea el 2 de abril de 2024. Durante su presentación hizo referencia al presidente de Argentina Javier Milei como una de las «expresiones» del fascismo en la región, declarando «Él no es un loco, es un fascista». Cabello hizo referencia a la consigna electoral «hasta el final» de la candidata opositora María Corina Machado, diciendo «Aquí los vimos en el 2002, hablaban de 'hasta el final'. ¿Recuerdan el titular de El Nacional de la época? ‘La Batalla final será en Miraflores’. Nunca va a encontrar nunca a un fascista en contra de otro». También se refirió al dirigente opositor Leopoldo López, diciendo que los gobiernos de España y de Estados Unidos le brindaban protección, y continuó afirmó que la ley no es para «perseguir a nadie», sino para «erradicar a estos grupos» y «estaríamos haciéndole un favor al mundo».
El diputado Luis Parra, del grupo Alianza Democrática, expresó su apoyo a este tipo de proyectos, aunque declaró tener «severas observaciones» que anunciarían durante el debate público. Durante su intervención declaró: «Nosotros creemos en una ley que no tenga ningún tipo de discrecionalidad, y en el desarrollo de esta ley haremos los aportes necesarios, pero el espíritu de esta ley sí lo vamos a defender», y «Venezuela está cansada de la persecución, del odio como forma de hacer política (…) Ese fascismo de un color, que se sienta, se para, negocia o no negocia, es el que hemos visto durante años aquí».
La diputada Carolina García Carreño, del Partido Socialista Unido de Venezuela por el estado Lara, defendió el proyecto de ley y declaró que «a todas luces condena el odio, promueve la paz, promueve el respeto a los derechos humanos. Sirve para sancionar a todos esos sectores fascistas».

### Aplicación
El 7 de abril de 2024, el periodista Alberto Yajure denunció que mientras se trasladaba en un autobús en Acarigua, estado Portuguesa, fue bajado del transporte, un funcionario militar amenazó con detenerlo, revisó sus equipos y lo acusó de conspirador y de fascista «porque la ley lo dice». La organización no gubernamental Espacio Público denunció el hecho.

## Recepción

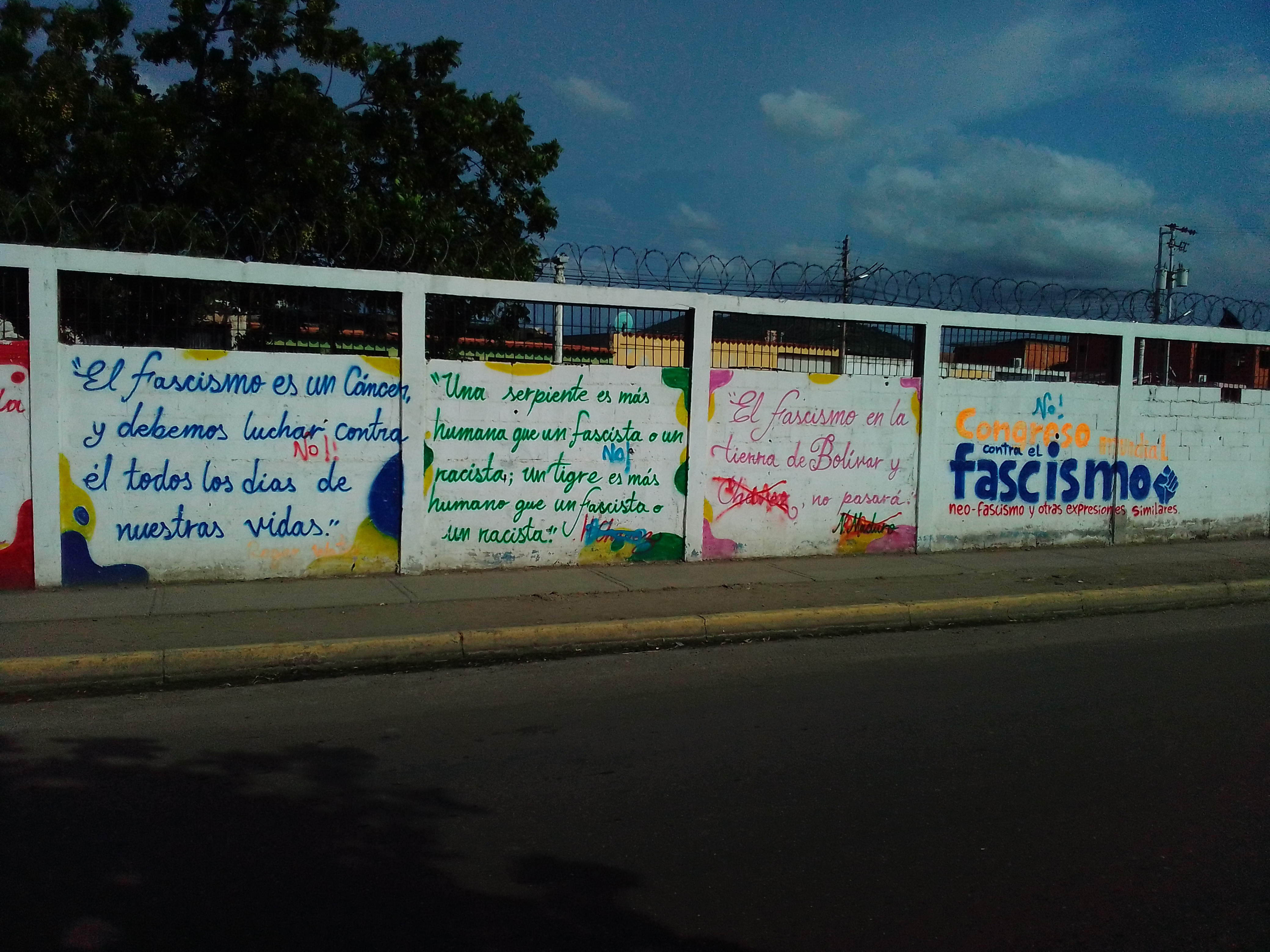
Mural propagandístico del Congreso Mundial contra el Fascismo

Organizaciones no gubernamentales como Provea, Foro Penal, Acceso a la Justicia y Laboratorio de Paz han expresado su preocupación por la ley.El Sindicato Nacional de Trabajadores de la Prensa (SNTP) y el Colegio Nacional de Periodistas (CNP) denunciaron que la ley «aumenta el control discrecional sobre el ejercicio de la libertad de expresión, manifestación y asociación». El SNTP describió al proyecto como «otro mecanismo de control y vigilancia contra lo que el Gobierno pueda considerar mensajes fascistas», diciendo que «limita el debate de las ideas e impone censura previa» y señalando las sanciones contempladas en el documento «sin garantías para el debido proceso». El CNP declaró que el documento «tiene la intencionalidad de incrementar la represión, la censura y liquidar el derecho a la libertad de expresión», y lo describió como un «instrumento con alta discrecionalidad que compromete la democracia».
Mediante un comunicado, Provea expresó que «en rigor, en Venezuela no existen movimientos de ultraderecha, pro-nazis o de nacionalismo radical que justifiquen la promulgación de una ley con tipificación de delitos de esa ideología», y que las declaraciones de funcionarios públicos expresaban que se buscaba penalizar retroactivamente acciones ocurridas antes de la aprobación de la ley. Provea declaró que la ley se caracterizaba por definiciones «conceptuales abiertas y de interpretación arbitraria», por ser un «instrumento de censura y limitación extrema a la libertad de expresión e información» y por ser un instrumento que cerraba el espacio cívico en el país.
El abogado y vicepresidente de Foro Penal, Gonzalo Himiob, expresó que las descripciones de índole penal del proyecto son «difusas y extremadamente amplias», comparándolo con la Ley contra el Odio y declarando que «puede dar pie a arbitrariedades muy graves (…) Se les está dando un golpe muy fuerte a la libertad de expresión, a la libertad de conciencia». El director de la organización no gubernamental Un Mundo Sin Mordaza, Alonso Domínguez, expresó que la ley creará una capa más en el proceso de infundir miedo a la libertad de expresión en Venezuela.El defensor de derechos humanos Marino Alvarado expresó que el proyecto «atenta contra el derecho a la manifestación y las concentraciones públicas».
Eduardo Trujillo, profesor investigador del centro de derechos humanos de la Universidad Católica Andrés Bello y abogado especializado en el ámbito, comentó que la ley contiene aspectos que ya están cubiertos por la constitución, incluyendo la igualdad ante la ley y la prohibición de la discriminación. El abogado constitucionalista Tulio Álvarez consideró como «risible» que el gobierno califique a sus opositores de “fascistas” en sus discursos y en la ley ante sus políticas «absolutamente alejadas del ejercicio democrático».
Como respuesta al proyecto de ley, el portal satírico El Chigüire Bipolar publicó el titular «Maduro crea la ley contra el fascismo para segregar y oprimir a un grupo de personas».
El Centro Simon Wiesenthal expresó su preocupación por que, de promulgarse, la ley podría tener aplicaciones antisemitas.